# Sigurd (stripalbum)
Sigurd is het zesde stripalbum uit de reeks De torens van Schemerwoude. Het zesde deel verscheen bij uitgeverij Arboris in 1989. Het album is geschreven en getekend door Hermann Huppen.

## Inhoud
Aymar van Schemerwoude ontmoet William. Samen  met Olivier trotseert hij een storm als zij zich naar het kasteel van heer Landri begeven. Achter deze zware houten muren, die met zout zijn overdekt en waarop de branding haar kille sporen heeft nagelaten, ligt een vergeten wereld waar een eigenaardige gemeenschap voortdurend in de greep van oeroude angsten leeft. Men beweert dat ooit de woeste, ontembare gestalte van een wit paard uit het niets zal opduiken. Op zijn voorhoofd draagt dit paard een oude talisman en wie naar hem op zoek gaat, ontdekt wellicht het gebied waar de oude Vikinggoden zich hebben teruggetrokken.

## magisch realisme
Hermann voegt in dit deel magisch realistische elementen toe. In het begin nog subtiel als Aymar en Olivier vage verschijnselen zien in de mist en een wit paard verschijnt. Halverwege het verhaal ontmoet Aymar de overleden Arnolf en ziet wezens met bovenmenselijke krachten als de grens van de normale ruimte en tijd vervaagt.